# Paco Bandeira
Francisco Veredas Bandeiras (Alcáçova, Elvas, 2 de Maio de 1945), de pseudónimo Paco Bandeira, é um cantor e compositor português.
Com mais de quarenta anos de carreira musical, é reconhecido como um dos representantes da música popular portuguesa.

## Carreira artística
Aprendeu a tocar guitarra com a ajuda de um tio e aos 14 anos torna-se guitarrista e vocalista do grupo Cuban Boys, com o qual deu vários concertos em Portugal e Espanha. As características da sua região natal, tais como as planícies e as searas, a interioridade da província portuguesa, a fronteira com a Estremadura, de Espanha, acabaram por marcar indelevelmente a sua música.
Durante cinco anos foi locutor da estação regional Radio Extremadura (de Badajoz) da espanhola Cadena SER. Adotou o nome artístico Paco Bandeira em Badajoz, onde tocava na orquestra Montecarlo. A sua primeira banda foi Os 5 do Alentejo. Fundou com quatro amigos espanhóis uma banda de rock, os Play Boys. Enquanto locutor, no dia seguinte ao julgamento, em Espanha, do processo do assassínio de Humberto Delgado, alega ter divulgado os nomes dos acusados do crime e ter sido agredido pela PIDE no regresso a Portugal, só não tendo sido transferido para as instalações da PIDE em Lisboa por alegada intervenção do delegado de saúde de Elvas, que seria amigo da família. Contudo, dos arquivos da PIDE e da Legião Portuguesa não consta qualquer referência a Francisco Veredas Bandeiras.
Durante bastante tempo viveu na Alemanha e em Espanha, onde, por influência de Armando Oréfiche, homossexual assumido e líder dos Havana Cuban Boys, que atuavam com os Play Boys, fez parte do elenco artístico de um paquete de luxo que efectuava cruzeiros por todo o mundo, incluindo Japão e Austrália.
Em 1966 grava um disco no Porto pela editora Rapsódia, onde apresentava várias influências brasileiras. No âmbito do serviço militar, que durou três anos, fez a recruta em Beja e a especialidade no Porto, onde não tinha de pernoitar no quartel e podia vestir à civil na rua, por ser músico e por influência de um coronel amigo. Esteve destacado em Angola durante dois anos e quatro meses, como radiotelegrafista, e continuou a tocar e a cantar para os soldados, com guitarras fornecidas pelo Movimento Nacional Feminino.
Em 1969, após o serviço militar, ao regressar a Portugal, e apesar de vários problemas de saúde, começa a compor os seus próprios temas, e só então passa a cantar em português. Atuou no Solar da Hermínia, de Hermínia Silva, no Bairro Alto, em Lisboa. Actua na RTP, BBC (Inglaterra) e televisão francesa. Durante quatro meses, viveu na Alemanha, onde trabalhou na ZDF e atuava em bodegas de flamenco, em Frankfurt.
Vence o 1º Festival da Canção da Guarda, realizado entre 21 e 24 de Julho de 1971, com a canção "Sigo Cantando".
A partir de 1972, como solista, pela mão de Hermínia Silva, recomeça a cantar no Solar daquela famosa artista, onde Paco tinha começado por trabalhar quando veio para Lisboa.
Paco Bandeira interpreta "Vamos Cantar De Pé", de Pedro Osório e letra de Fernando Grave, no Festival RTP da Canção de 1972, onde fica em 2.º lugar./
Em 1973 participa no II Festival Ibero-Americano (OTI) com "Poema De Mim" e, novamente, no Festival RTP da Canção, com É Por Isso Que Eu Vivo, ficando novamente em segundo lugar.
O primeiro dos seus sucessos foi "A Minha Cidade" (mais conhecida por "Ó Elvas, Ó Elvas"), seguindo-se outros tantos êxitos, tais como "É Por Isso Que Eu Vivo", "Chula da livração" ou "Ceifeira Bonita". Em consequência destes êxitos, inicia uma intensa carreira internacional junto das comunidades portuguesas no estrangeiro, atuando em palcos e televisões de Espanha, Itália, EUA, Austrália ou Canadá.
Esteve num Festival realizado na Bulgária onde apresentou a canção "É por isso que eu vivo". Ganhou o prémio do melhor poema e de interpretação.
Em 1980 é editado o álbum "Malhas, Malhões e Outras Canções", com arranjos de Pedro Osório, cujo repertório foi registado no programa "A Vez e a Voz" da RTP. O disco, com temas como "Tempo de Valsa" ou "Flor da Esperança", foi gravado em Madrid nos estúdios Eurosonic. No disco participa o músico e produtor Johnny Galvão.
Os maiores sucessos desta fase são "Minha Quinta Sinfonia" e "A Ternura dos Quarenta".
Em 1987, as relações entre Paco Bandeira e a RTP deterioram-se, instalando-se uma polémica entre este e o diretor da estação de televisão pública. No Natal desse ano, Paco Bandeira edita o seu vigésimo disco LP, intitulado "Com Sequências", com letras de Pedro Bandeira Freire. Enquanto isto, despoletava nova polémica, desta feita entre si e o Presidente da Sociedade Portuguesa de Autores, de cuja direção Paco se demitiu sob protesto pelo chumbo da sua moção, que visava a adoção de "Oh Elvas Oh Elvas" como Hino Nacional.
Bandeira foi também membro e tesoureiro da UPAV (União Portuguesa de Artistas de Variedades), funções que desempenhou com assinalável sucesso, tendo conseguido cobrar quotas que se encontravam em atraso há décadas. Em 1991, apresenta-se no Teatro Rivoli, no Porto, para um espetáculo onde o conjunto de António Mafra foi o convidado especial. Na mesma altura, Paco era reconhecido como "um cantor que soube acompanhar o seu público".
Na sua carreira, conta ainda com participações em programas de televisão no Brasil, Turquia, Bulgária ou Israel, algumas das vezes com difusão pelas redes da Eurovisão, da OTI e da Intervisão.
Em 1992, apresenta em Lisboa, no Teatro Municipal de São Luís, o seu disco "Aqui Para Nós", em que cada ingresso dava direito a um CD.
Em 1994 é editado o seu vigésimo quinto álbum intitulado "Cantigas Entrelaçadas", na mesma altura que preparava um programa para a RTP intitulado "Cantares de Amigo", exibido um ano depois. Ainda em 1995 compõe a banda sonora da telenovela "Roseira Brava", e uma série de programas para a Rádio Comercial intitulados "Cantos da Casa".
Em 1996 compõe as bandas sonoras das telenovelas "Primeiro Amor" e "Vidas de Sal; em 1997 as telenovelas "Filhos do Vento" e "A Grande Aposta"; em 1998 a telenovela "Os Lobos" e em 2000 "Ajuste de Contas".
Em 2006 lança uma antologia de alguns dos seus maiores sucessos, num duplo álbum intitulado "Paco Bandeira: Uma vida de canções", que se torna um enorme sucesso de vendas.
Em Outubro de 2007 editou o álbum "Canto do espelho", com dez temas originais, cinco dos quais contam com os coros a cargo do "Coral Harmonia" de Santiago do Cacém.

## Fim da carreira
Em 17 de Novembro de 2007 o cantor realizou um concerto no Coliseu de Elvas, que considerou um ponto final na sua carreira, pelo menos no que a discos diz respeito. Contudo, acabou por gravar novo disco em 2011, "Tudo no Mundo É Caminho".
Em 2017, Paco Bandeira partilhou nas redes sociais um vídeo onde surge a destruir 50 mil discos seus, em protesto contra o download ilegal, o trabalho de divulgação de músicas nas rádios nacionais e as Finanças, que acusa de lhe quererem cobrar direitos de autor pela doação de milhares de discos à Guiné-Bissau, acordada com o Presidente João Bernardo Vieira em casa de António de Almeida Santos. Apesar do destaque dado pelos meios de comunicação tratava-se de um vídeo realizado em 2010.

## Vida pessoal
Filho de Francisco José Bandeiras e de Maria Rosa Veredas, trabalhadores rurais. Concluída a instrução primária em Elvas, e pretendendo a mãe que o filho tivesse a profissão de alfaiate ou sacerdote, para escapar à dura vida do trabalho rural, ingressou como aluno externo no Seminário de Vila Viçosa, onde aprendeu música. Acabou por abandonar o seminário e ingressou na Escola Comercial, em Elvas, onde concluiu o curso comercial.
Foi membro do MDP/CDE e aproximou-se do PS, sendo amigo de António de Almeida Santos e Mário Soares.
Envolveu-se num conflito com um operário da construção civil, que o acusou de falta de pagamento, e foi condenado a oito meses de prisão por emissão de cheque sem cobertura, mas foi amnistiado em 1989.
Em 2007, foi acusado pela administração da RTP, presidida por Almerindo Marques, por alegado desvio de material dos estúdios da RTP para a sua empresa. O processo foi, contudo, arquivado.
A 10 de março de 1996, a sua mulher, Maria Fernanda Mocinha Castelo Bandeira, com quem esteve casado durante 35 anos, suicidou-se à sua frente na Quinta da Bela Vista, em Lourel, Sintra, na sequência de uma discussão conjugal. Desse casamento, foi pai de duas filhas.
Em novembro de 1996, conheceu Maria Roseta Ferreira, 17 anos mais nova, técnica dos Serviços Prisionais, de quem teve uma filha, nascida em 1999. Perfilhou uma filha, nascida em 1970, em Angola, de uma relação casual. Teve também uma relação com Marisa de Almeida, professora do 1.º ciclo, 28 anos mais nova.
No início de 2012 foi acusado pelo Ministério Público de violência doméstica contra Maria Roseta Ferreira.
Em 13 de Julho de 2012, foi condenado a uma pena de três anos e quatro meses de pena suspensa por violência doméstica e detenção de arma proibida. Pagou ainda três mil euros de indemnização à ex-mulher, Maria Roseta Ferreira, e uma coima de 400 euros por posse de um revólver sem licença. Recorreu ao Tribunal da Relação de Lisboa que confirmou a pena. Os juízes desembargadores concluíram que Maria Roseta foi vítima de violência doméstica.
Em 2014, casou-se com a taróloga Gisela de Jesus.

## Discografia
- À Procura de Amigos (Lp, Decca, 1973)
- Vamos Cantar De Pé (Lp, Decca, 1973)
- Todavia Eu Sou Pastor (LP, Decca, 1974)
- O Alentejo Quer Um Homem Que Saiba mandar (LP, Decca, 1975)
- Cara Ou Coroa (Lp, Decca, 1976)
- Canto No Tempo Presente (Lp, Decca, 1977)
- Os Ferrinhos, O Adufe E A Guitarra (LP, Decca, 1978)
- Amigos, Amigos... (Lp, Imavox, 1979) IM-30104
- Malhas, Malhões e Outras Canções (Lp, Imavox, 1980)
- Com Olhos de Ver (LP, Imavox, 1981)
- Vidas (Lp, Dacapo, 1983)
- Meridional (Lp, Dacapo, 1984)
- Semibreves (Lp, Dacapo, 1985)
- Entre o Céu e o Inferno (Lp, Dacapo, 1985)
- Com Sequências (LP, Discossete, 1987)
- Em Lisboa (Lp, 1989)
- Sucessos (Lp, Musicata, 1989)
- O Melhor de (2LP, Emi, 1989)
- Bolero (Lp, Dacapo, 1990)
- Aqui Para Nós (CD, Profissom, 1992)
- Cantigas Entre (laçadas) - (CD, Sonovox/Movieplay, 1994)
- À Queima Roupa (CD, edição de autor, 1995)
- PALCO DE ESTRELAS
- Passageiro de Canções (CD, Profissom, 2000)
- Dedicatórias (CD, Profissom, 2000)
- A Cor da Amizade (CD, Espacial, 2004)
- Paco Bandeira: Uma vida de canções (CD, Farol, 2006)
- Canto Do Espelho (CD, Farol, 2007)
- Tudo No Mundo É Caminho (Cd, Arte em Planície, 2011)